# Baza lotnicza Lod
Baza Lotnicza Lod – wojskowa baza Sił Powietrznych Izraela położona obok miasta Lod, w odległości 15 kilometrów na południowy wschód od Tel Awiwu, w centralnej części Izraela.

## Historia
Lotnisko zostało wybudowane w 1936 przez Brytyjczyków, jako baza sił powietrznych Royal Air Force pod nazwą baza lotnicza Lidda. W dniu 10 lipca 1948 kontrolę nad lotniskiem przejęli Izraelczycy, którzy obok cywilnego portu lotniczego imienia Ben Guriona utworzyli bazę sił powietrznych.
25 sierpnia 2008 wszystkie samoloty transportowe, latające cysterny oraz samoloty zwiadu elektronicznego zostały przeniesione z Lod do bazy lotniczej Newatim.

## Eskadry
W bazie stacjonuje okresowo jedna eskadra:
- 120 Eskadra („Międzynarodowa”) – samoloty Boeing 707 w różnych wariantach i samoloty dyspozycyjne Westwind.